# Skamander

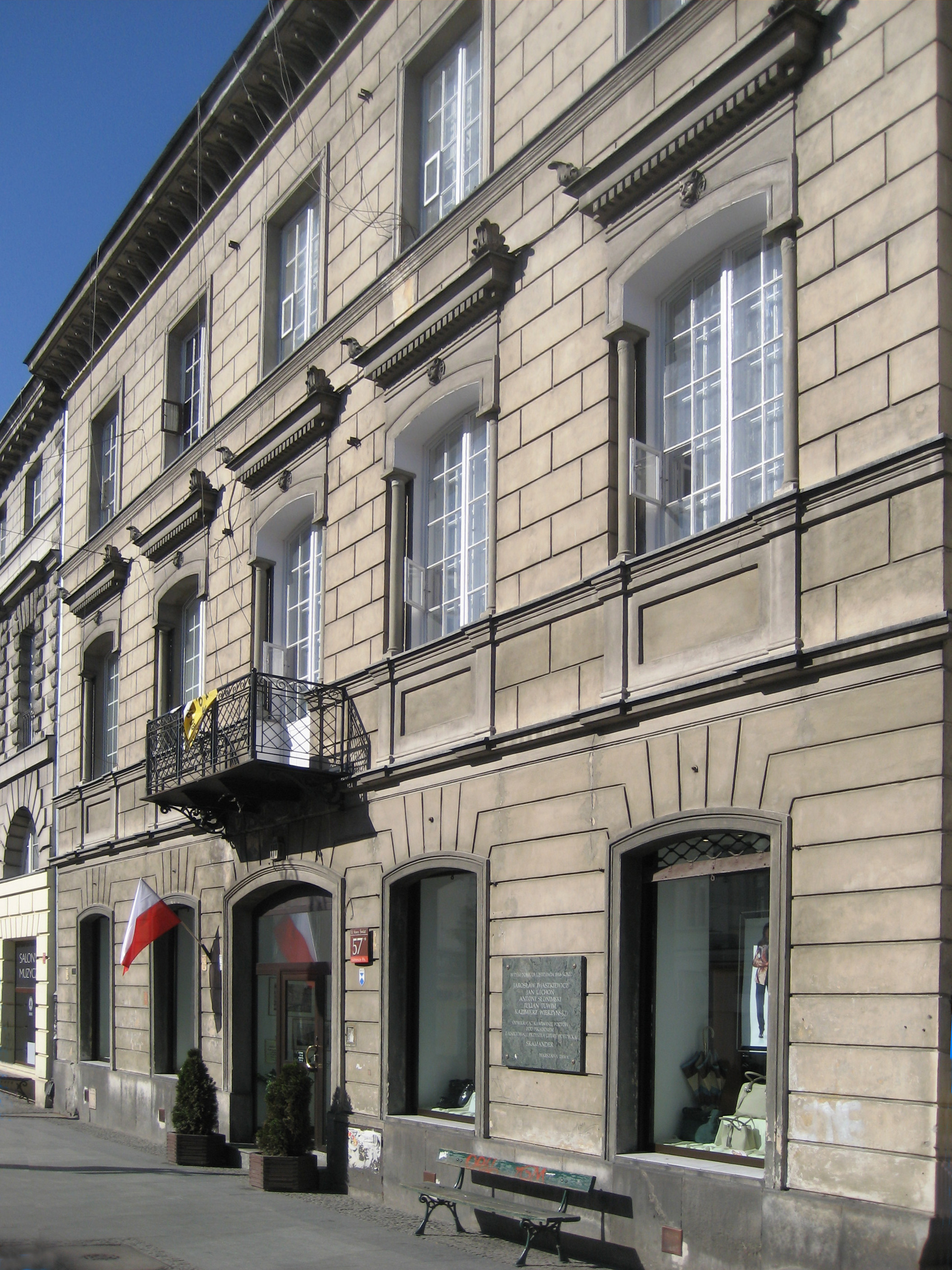
Nowy Świat 57 en Varsovia, lugar de nacimiento del Skamander.

Skamander fue un grupo de poetas experimentales polacos fundado en 1918 por Julian Tuwim, Antoni Słonimski, Jarosław Iwaszkiewicz, Kazimierz Wierzyński y Jan Lechoń. Su nombre proviene de Escamandro, dios griego que dio nombre al río Karamenderes en Asia Menor.

## Historia
El grupo estuvo inicialmente muy relacionado con la revista mensual literaria Pro arte y studio y con el Pod Picadorem Café en Varsovia. En 1920 creó su propia publicación, llamada "Skamander", nombre ideado por el poeta Jan Lechoń.
Los jóvenes poetas fueron fuertemente influenciados por Leopold Staff y otros poetas neorromántico. Sus principales objetivos era romper los vínculos entre la historia y la poesía para poner fin a las funciones nacionalistas y patrióticas de la poesía polaca. También hicieron hincapié en la necesidad de restaurar la poesía a la gente común, devolviendo al uso del lenguaje cotidiano en la poesía, incluyendo coloquialismos, neologismos y vulgarismos. En contraste con los objetivos básicos del movimiento Joven Polonia, los miembros de Skamander evitaron incluir héroes semi-mitológicos como protagonistas en sus obras, sustituyéndolos por gente común.